# Kościół Narodzenia Najświętszej Maryi Panny w Zielonej Górze
Kościół Narodzenia Najświętszej Maryi Panny – rzymskokatolicki kościół parafialny należący do dekanatu Zielona Góra – św. Jadwigi diecezji zielonogórsko-gorzowskiej. Kościół znajduje się na terenie dawnej wsi Zawada, od 2015 roku stanowiącej część miasta, osiedle administracyjne i jednostkę pomocniczą Zielonej Góry.

## Architektura
Jest to świątynia wzniesiona w 1900 roku na miejscu starej kaplicy katolickiej wzmiankowanej w XVI wieku. Kościół został zbudowany na rzucie prostokąta, do jego budowy użyto czerwonej cegły. Jest budowlą salową i reprezentuje architekturę neogotycką. Pierwotnie świątynia pełniła funkcję zboru ewangelickiego. Do kościoła jest dobudowana wieża.